# شناختن خودم، شناختن تو
«شناختن خودم، شناختن تو» تک‌آهنگی از گروه موسیقی موسیقی پاپ آبا است که در سال ۱۹۷۷ میلادی منتشر شد.